# Opisthoncana formidabilis
Opisthoncana formidabilis là một loài nhện trong họ Salticidae.
Loài này thuộc chi Opisthoncana. Opisthoncana formidabilis được Embrik Strand miêu tả năm 1913.